# Dankali (Meiganga)
Pour les articles homonymes, voir Dankali.
Dankali est un village de la commune de Meiganga situé dans la région de l'Adamaoua et le département du Mbéré au Cameroun, à proximité de la frontière avec la République centrafricaine.

## Population
En 1967, Dankali comptait 683 habitants, principalement Gbaya.
Lors du recensement de 2005, 620 personnes y ont été dénombrées.